# Riad as-Solh

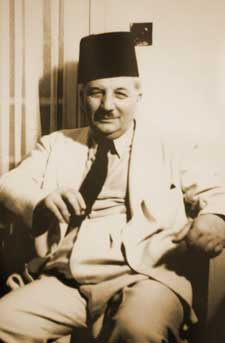
Riad as-Solh

Riad es-Solh oder Riad Solh (arabisch رياض الصلح, DMG Riyāḍ aṣ-Ṣulḥ; * 1894 in Beirut; † 17. Juli 1951, Amman, Jordanien) war von 1943 bis 1945 der erste Ministerpräsident des Libanon nach der Unabhängigkeit. Solh war eine der wichtigsten Persönlichkeiten im Kampfe Libanons um die Unabhängigkeit, der in der Lage war, die unterschiedlichen religiösen Gruppen zu vereinen.
Riad as-Solh hatte sich zunächst wiederholt für das französische Mandat ausgesprochen, dann aber das Lager gewechselt. Er gehörte am Vorabend des Ersten Weltkriegs der geheimen Organisation al-Fatat an. Mit 24 Jahren wurde er Gouverneur von Saïda. 1919 war er Teilnehmer am Syrischen Kongress in Damaskus. Mit Chékib Arslan organisierte er die politische Arbeit gegen die französische Besatzung Syriens, in dieser Funktion sprach er auch vor dem Völkerbund in Genf. Er trug wie viele konservative Politiker im Libanon den Fes.
Wie alle seine Amtsnachfolger als Ministerpräsident des Libanon war er sunnitischer Muslim. Er war vom 14. Dezember 1946 bis zum 14. Februar 1951 noch einmal Ministerpräsident. Einige Monate nach seinem Abtritt kam as-Solh bei einem Attentat im Flughafen Marka International in Amman ums Leben. Offiziell bekannte sich die Syrische Soziale Nationalistische Partei zum Anschlag als Racheakt für die Hinrichtung von Antoun Saadé. Der Täter war ein Christ.